# 藤堂元光
藤堂 元光（とうどう もとみつ）は、伊勢国津藩藤堂采女家嫡子。

## 家系
藤堂采女家は、藤堂高虎に仕え藤堂姓を与えられた藤堂元則に始まり、代々の当主が「采女」の通称を名乗る。本姓保田氏。家紋は追洲流、三文字。初代元則以降伊賀上野城代を世襲した。

## 略歴
寛永11年（1635年）藤堂家家臣藤堂元住の長男として伊勢津に生まれる。少年時代は江戸で幕府の証人を務めた。
寛永17年（1640年）祖父元則が伊賀国上野城代に就任。慶安4年（1651年）父元住が上野城代に就任。
承応3年（1654年）1月、元服して「市正」と改名。同年2月、藩主高次の娘於梅と結婚。於梅の生母は高久の生母於振（多羅尾氏）の妹於多阿。
貞享2年（1685年）1月27日、家督を継がないまま父に先立って死去。享年52。

## 家族
長男高稠は、元住の後を継いで藤堂采女家第3代、上野城代となった。六男元甫（俳号白舌翁）は分家元連の養子となって相続。采女家を相続した元福が幼いため、看抱を命じられ、当主代行し「采女」と名乗って上野城代を務めた。「三国地志」の著者として知られる。蕉門十哲宝井其角の門人。
妹小鍋は、松尾芭蕉の仕えた藤堂良忠（藤堂蝉吟）に嫁いだ。小鍋の子の藤堂良長（藤堂探丸）は娘久の婿。